# Ryszard Wilczyński (polityk)
Ryszard Jan Wilczyński (ur. 23 października 1960 w Ostrowie Wielkopolskim) – polski polityk, samorządowiec, w latach 2007–2015 wojewoda opolski, poseł na Sejm VIII i IX kadencji.

## Życiorys
Ukończył w 1984 studia na Uniwersytecie Wrocławskim, następnie do 1990 był zatrudniony w Zakładzie Geologii na UWr. Od 1990 do 2007 pełnił funkcje w samorządzie, był radnym i sekretarzem gminy Namysłów, przewodniczącym sejmiku samorządowego województwa opolskiego, sekretarzem powiatu i wiceprzewodniczącym rady powiatu namysłowskiego, a w latach 2006–2007 członkiem zarządu województwa.
Należał do Unii Wolności. W wyborach samorządowych w 1998 bezskutecznie ubiegał się z listy tego ugrupowania o mandat radnego sejmiku opolskiego. Od 2001 związany z Platformą Obywatelską. W 2001 bez powodzenia kandydował do Senatu z ramienia Bloku Senat 2001.
29 listopada 2007 został powołany na stanowisko wojewody opolskiego. 12 grudnia 2011 premier Donald Tusk ponownie powierzył mu funkcję wojewody.
W wyborach w 2015 z listy PO został wybrany do Sejmu VIII kadencji, otrzymując 8440 głosów w okręgu opolskim. W konsekwencji 11 listopada 2015 zakończył urzędowanie na funkcji wojewody. W wyborach w 2019 z powodzeniem ubiegał się o poselską reelekcję, uzyskując 6436 głosów. W 2023 nie został wybrany do Sejmu kolejnej kadencji. W 2024 bez powodzenia ubiegał się o mandat radnego powiatu namysłowskiego.

## Odznaczenia
- Złoty Krzyż Zasługi – 1998[7]
- Brązowy Krzyż Zasługi – 1994[8]
- Odznaka Honorowa za Zasługi dla Samorządu Terytorialnego – 2015[9]
- Krzyż 95 Lat Związku Inwalidów Wojennych RP – 2014[10]
- Odznaka pamiątkowa 10 BLog – 2014[11]
- Medal „Za Zasługi dla Uniwersytetu Przyrodniczego we Wrocławiu”[12]
- Medal Pamiątkowy Światowego Związku Żołnierzy Armii Krajowej[13]